# ونکتچلم
ونکتچلم (به انگلیسی: Venkatachalam) یک منطقهٔ مسکونی در هند است که در آندرا پرادش واقع شده‌است.